# María Cancio
María Cancio (1858-1939) fue una actriz española.

## Biografía

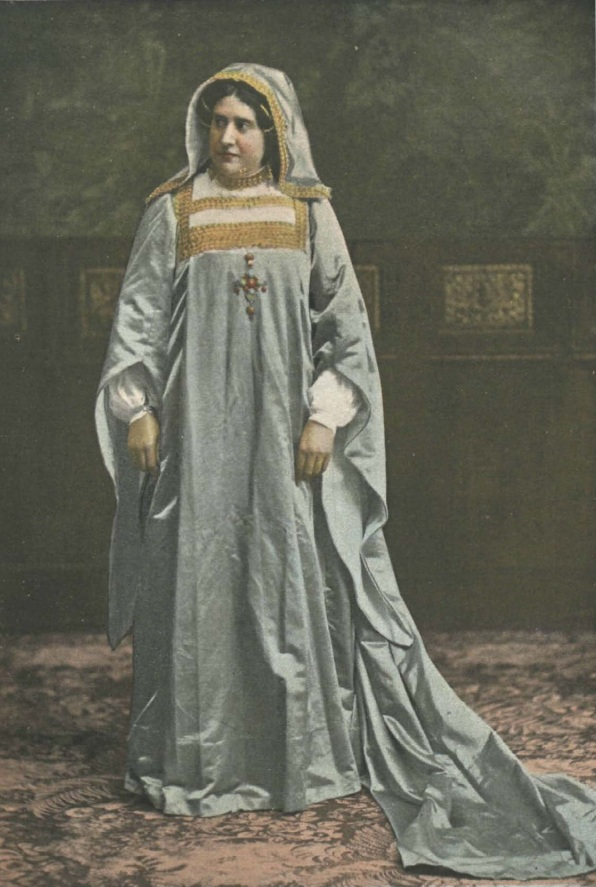
María Cancio en el drama Locura de amor (c. 1901); fotografía de Audouard.

Su época de esplendor artístico coincide con el primer tercio del siglo XX. Especialmente recordadas son sus interpretaciones como característica en la Compañía de María Guerrero y Fernando Díaz de Mendoza, como los estrenos de La de San Quintín (1894), Los condenados (1894), La fiera (1896), Mariucha (1903) y El abuelo (1904), todas ellas Benito Pérez Galdós; La noche del sábado (1903), Rosas de otoño (1905), Más fuerte que el amor (1906), La princesa Bebé (1906) y Campo de armiño (1916), las cinco de Jacinto Benavente; El genio alegre (1906), Las flores (1908) y Malvaloca (1912), de los Hermanos Álvarez Quintero; La araña (1908), de Ángel Guimerá; Las hijas del Cid (1908), Doña María la Brava (1909), En Flandes se ha puesto el sol (1910) y El rey trovador (1911), las cuatro de Eduardo Marquina; La fuente amarga (1910), de Manuel Linares Rivas; Amores y amoríos (1908), de los Hermanos Álvarez Quintero; La marquesa Rosalinda (1912), de Valle-Inclán; Añoranzas (1906) y La fuerza del mal (1914), ambas de Manuel Linares Rivas o El último pecado (1918), de Pedro Muñoz Seca.
Tras su paso por la compañía Guerro-Díaz de Mendoza, trabajó durante algunos años en la Compañía de Enrique Borrás, cosechando nuevos triunfos, pudiendo mencionarse La campana (1919), de Luis Fernández Ardavín.